# Voetbalouders
Voetbalouders is een Nederlandse comedyserie uit 2025. De serie is bedacht door Ilse Warringa en wordt uitgezonden op Netflix.

## Verhaal
Voetbalouders toont op een extreme, maar komische manier hoe ouders reageren langs het veld bij voetbalwedstrijden.

## Rolverdeling
| Acteur              | Personage | Opmerkingen                      |
| ------------------- | --------- | -------------------------------- |
| Eva van Gessel      | Lilian    | moeder Levi                      |
| Ilse Warringa       | Marenka   | moeder Vito                      |
| Mariana Aparicio    | Arlette   | moeder                           |
| Leonoor Koster      | Sandra    | moeder Jelle                     |
| Bas Hoeflaak        | Jacco     | coach                            |
| Gürkan Küçüksentürk | Yusuf     | trainer                          |
| Guido Pollemans     | Edwin     | vader Jordi                      |
| Michiel Nooter      | Wietse    | vader Vito                       |
| Arnoud Bos          | Boris     | vader Zeger                      |
| Nyncke Beekhuyzen   | Ellen     | moeder Held                      |
| Rian Gerritsen      | Miranda   |                                  |
| René van 't Hof     | Adrie     |                                  |
| Steef Cuijpers      | Henk      |                                  |
| Evrim Akyigit       | Leyla     | moeder Ela                       |
| Seb van Gemert      | Vito      |                                  |
| Yosef Weijers       | Levi      |                                  |
| Edwin Jonker        | Ramdane   | profvoetballer en vader van Levi |